# Amphiareus constrictus
Amphiareus constrictus är en insektsart som först beskrevs av Carl Stål 1860.  Amphiareus constrictus ingår i släktet Amphiareus och familjen näbbskinnbaggar. Inga underarter finns listade i Catalogue of Life.